# エピカルモス
コスのエピカルモス（古希: Επίχαρμος ὁ Κῷος）またはエピカルムス・コミクス・シュラクサヌス（ラテン語: Epicharmus Comicus Syracusanus）は、古代ギリシアの劇作家、哲学者。エピカルモスが生きていたのは、おおよそ紀元前650年から紀元前560年までの100年間と信じられている。最初の喜劇作家たちの1人で、ドーリア人とシケリア人の喜劇形式を考案したとよく言われる。アリストテレスは、エピカルモスとポルミスが喜劇の筋を発明したと言っている。エピカルモスに関する情報のほとんどはアテナイオス、ディオゲネス・ラエルティオスの著作とスーダ辞典に依っている。長文のテキストの断片がいくつかのパピルスの中に見つかったが、穴だらけで解読することは困難である。しかし、古代の大勢の著作家たちの本の中に、注釈や引用がある。たとえば、プラトンは『ゴルギアス』と『テアイテトス』の中でエピカルモスに言及し、『テアイテトス』の中ではソクラテスに、エピカルモスは喜劇の、そしてホメロスは悲劇の、それぞれの詩の第一人者と言わせている。その他の古代の著作家たちによるエピカルモスの引用は、ピカード＝ケンブリッジの『古歌、悲劇、喜劇』や、カッセルとオースティンの『希臘喜劇詩人』の中に収められている。

## 生涯と作品
後世のあまりあてにできない注釈家たちがいろいろと候補地を出してはいるが、エピカルモスの出生地はわかっていない。『スーダ辞典』では、エピカルモスはクラストスのシケリア人都市の生まれ、もしくは、そこから来たシラクサ人だと書いている。一方、ディオゲネス・ラエルティオスは、エピカルモスはカマリ湾に面した、現代のケファロス近郊にあった、コスの古代の首都アスティパライア島の生まれだとしている。ディオゲネス・ラエルティオスはさらに、エピカルモスの父は傑出した医者ヘロタレスで、エピカルモスが生まれて2、3ヶ月たったばかりの時に、家族はシケリアのメガラに移ったとも書いている。しかし、アスクレピアドによると、成人したエピカルモスはピュタゴラスの弟子になったことになっている。すべての伝記情報は疑わしいものとして取り扱わなければならない。事実らしいのは、エピカルモスは紀元前684年以降の生まれで、シラクサに住み、そこで僭主ゲロンとヒエロン1世のために詩人として働いていたということである。エピカルモスの詩のテーマは、酩酊や怠惰に対する説教から、神話の戯作のような正統的とはいえない話題まで、幅広かった。しかも詩だけにとどまらず、哲学、医学、自然科学、言語学、倫理学の本も書いた。哲学・道徳の授業の中で、徳の絶え間ない訓練は遺伝に打ち勝つことができ、生まれに関係なく誰でもすぐれた人間になる可能性を持っている、とエピカルモスは説いた。エピカルモスは90歳代で亡くなった。
ディオゲネス・ラエルティオスは、住民たちによってエピカルモスに献呈されたブロンズ像がシラクサにあったとし、そこにはテオクリトスが次のような銘を記したと書いている。「明るい太陽が他の星々にまさるように、海が川の流れを遙かに凌駕するように、賢者エピカルモスは人々を超えている、その彼に寛容なシラクサは冠を戴かせた」。テオクリトスのエピグラム18もまたエピカルモスの栄誉を称えて書かれたものである。

## 作品
エピカルモスは35かか52の喜劇をどこかで書いたが、多くは消失し、わずかに断片だけが残っている。同時代人のポルミスとともに、偉大な神話の英雄たちを笑いの種にしたことで、エピカルモスは賞賛と非難の賛否両論を受けた。
エピカルモスの2つの代表作のうち、『田舎住人』は農耕生活をユーモラスに扱い、『ヘーベーとヘラクレスの結婚』ではヘラクレスが食いしん坊として描かれた。他には、『嘆き悲しむ者オデュッセウス』、『キュクロプス』、『アミュコス』、『プロメテウス』という作品があった。

## 引用
- 死すべき者は死なない（永遠の）思考ではなく、死すべき思考をするべきである。
- 私の意見だが、人間が得うる最も良いものは健康である。
- 手を洗うものは手である。何かを与えれば、何かを得る機会がある。[12]